# Dai Nihonshi

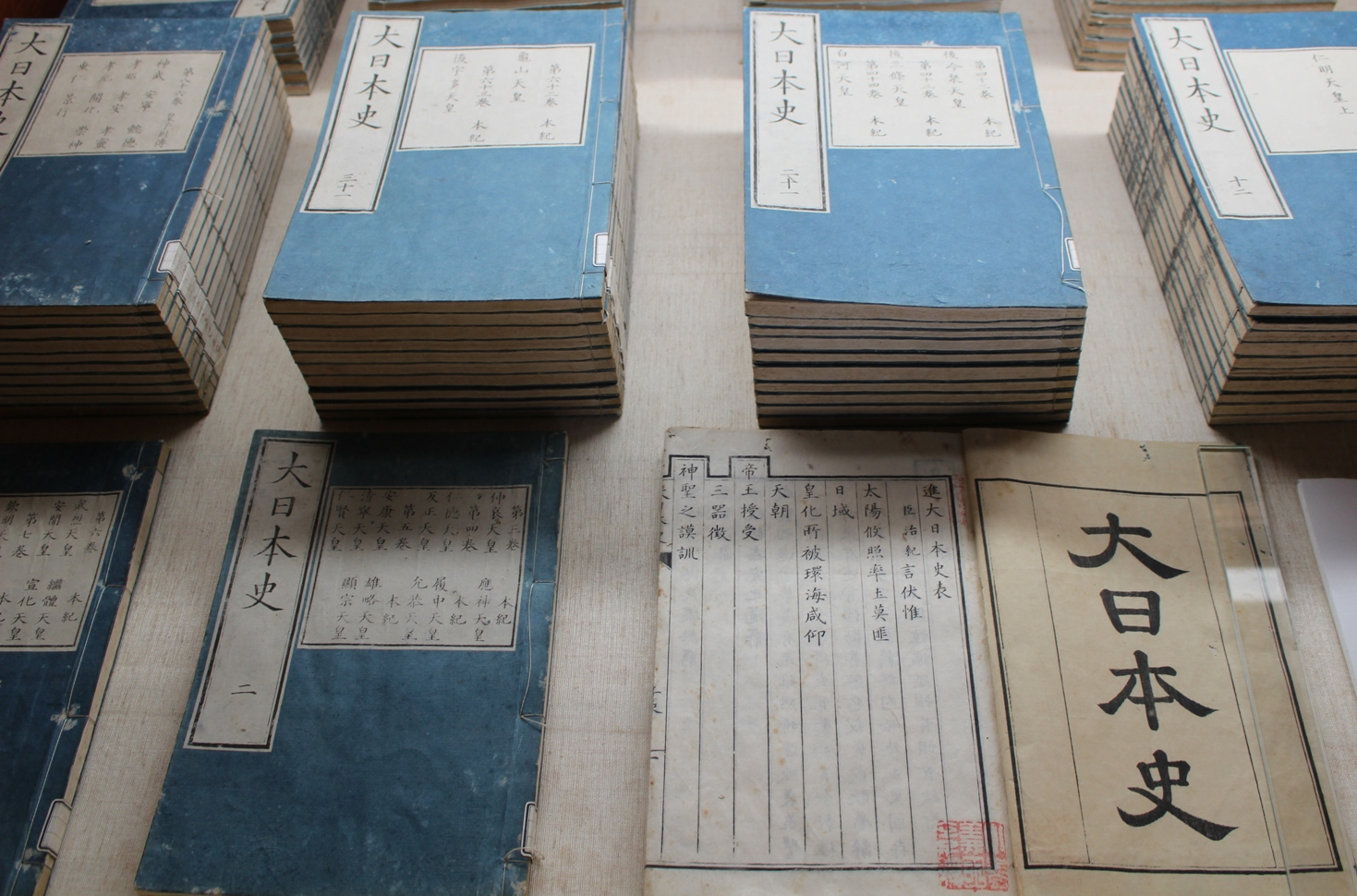
Uma parte de Dai Nihoshi

O Dai Nihonshi (大日本史) "História do Grande Japão") é uma obra sobre a história do Japão iniciada em 1657 por Tokugawa Mitsukuni, chefe do clã Mito, um ramo do clã Tokugawa. Após a sua morte, o trabalho foi continuado pelo clã Mito até ser concluído em 1906. O livro começa com o imperador Jinmu, o lendário primeiro imperador do Japão, e cobre os primeiros cem imperadores, concluindo com o imperador Go-Komatsu após a fusão das dinastias do norte e do sul em 1392.
O trabalho inclui 397 rolos em 226 volumes e 5 rolos de índice.